# Joachim Eilers
Joachim Eilers (Keulen, 2 april 1990) is een Duitse baanwielrenner. Hij is goed in de sprintonderdelen, de sprint, teamsprint, keirin en 1 km tijdrit. Eilers won de Europese titel op de teamsprint in 2012 en 2014, in 2014 was hij ook de beste op de keirin. Tijdens de Wereldkampioenschappen baanwielrennen in 2016 won hij de 1 km tijdrit en de keirin.
Eilers heeft deelgenomen aan de Olympische Zomerspelen van 2016 in Rio de Janeiro. Tijdens deze spelen behaalde hij een vierde plaats op de keirin en een vijfde plaats op zowel de teamsprint als de sprint.

## Belangrijkste uitslagen
| Jaar        | DK                       | EK                                | WK                                | Overige                                                        |            |
| Als junior  | Als junior               | Als junior                        | Als junior                        | Als junior                                                     | Als junior |
| ----------- | ------------------------ | --------------------------------- | --------------------------------- | -------------------------------------------------------------- | ---------- |
| 2007        | keirin, teamsprint       |                                   |                                   |                                                                |            |
| 2008        | keirin, 1km tijdrit      |                                   |                                   |                                                                |            |
| Als belofte |                          |                                   |                                   |                                                                |            |
| 2010        |                          | keirin · teamsprint · 1km tijdrit |                                   |                                                                |            |
| 2010        |                          | teamsprint · 1km tijdrit · keirin |                                   |                                                                |            |
| Als elite   |                          |                                   |                                   |                                                                |            |
| 2009        | 1km tijdrit              |                                   |                                   |                                                                |            |
| 2010        | teamsprint               |                                   |                                   |                                                                |            |
| 2011        | 1km tijdrit              |                                   |                                   | WB Astana: teamsprint                                          |            |
| 2012        |                          | teamsprint · keirin               |                                   |                                                                |            |
| 2013        |                          |                                   | 1km tijdrit                       | WB Aguascalientes: teamsprint                                  |            |
| 2014        | 1km tijdrit              | teamsprint · keirin · 1km tijdrit | 1km tijdrit                       | WB Guadalajara: keirin WB Londen: teamsprint                   |            |
| 2015        |                          | 1km tijdrit · teamsprint          | 1km tijdrit · teamsprint          | WB Cali: teamsprint & keirin WB Cambridge: teamsprint & keirin |            |
| 2016        | 1km tijdrit              |                                   | 1km tijdrit · keirin · teamsprint | Olympische Spelen: 4e keirin, 5e sprint & 5e teamsprint        |            |
| 2017        |                          | 1km tijdrit · teamsprint          |                                   | WB Manchester: teamsprint                                      |            |
| 2018        | 1km tijdrit · teamsprint | 1km tijdrit · teamsprint          |                                   | WB Berlijn: 1km tijdrit                                        |            |
| 2019        |                          |                                   |                                   |                                                                |            |
| 2020        |                          |                                   |                                   | WB Milton: keirin                                              |            |